# 撒娇派
1985年京不特和默默在上海成立了撒娇诗社，出版《撒娇》诗刊。第二年《华夏诗报》刊出评论《撒娇的与并不撒娇的》引起全国范围的有关“撒娇”的讨论。
所谓的“撒娇”，是诗人选择的在客观环境不允许时所采取的一种表达自己的诗歌手段。
撒娇派的代表诗人有京不特、默默、孟浪和胡同等。
2004年撒娇诗院在上海由默默等人创立，《撒娇》诗刊复刊。

## 相关连接
- 中国诗歌库
- 中国诗歌史 （页面存档备份，存于）